# Mine de charbon Krasnolimanskaïa
La mine de charbon de Krasnolimanskaïa (en ukrainien : Шахтоуправління «Покровське») est une mine de charbon située en Ukraine, dans l'oblast de Donetsk.
Cette mine a été ouverte en 1959.

## Production
Avec des réserves estimées de 85,1 million de tonnes de charbon, sa production annuelle est de 3,56 million de tonnes. 